# Коэн, Идов
Идов Коэн (ивр. אידוב כהן‎, при рождении Шая Вайзенфельд; 4 ноября 1909, Михейлены, Ботошани — 16 мая 1998, Тель-Авив) — израильский журналист, политик, переводчик. Депутат кнессета 1-го, 2-го, 3-го, 4-го и 5-го созывов от «Прогрессивной партии», а затем Либеральной партии Израиля.

## Биография
Родился 4 ноября 1909 года в Михейленах, Королевство Румыния, в семье хозяина мучной лавки Аарона Коэна Вайзенфельда и его жены Ханны. Получил образование в иешиве. В 1927—1933 годах работал бухгалтером, а в 1933—1939 годах работал генеральным секретарем Еврейского национального фонда в Румынии. С шестнадцатилетнего возраста публиковался в бухарестской прессе на идише (и в 1948 году издал книгу «Афн эйгенем вег» — на собственном пути, впоследствии частично опубликованную на иврите). Работал журналистом, был членом редакционной коллегии «Наше возрождение» (1933—1939), был редактором еженедельника сионистской организации в Румынии «Штири», был редактором сионистского иллюстрированного еженедельника (1933—1937). Затем издавал еврейский литературный ежемесячный журнал на румынском языке «Адам» (1937—1939).
В 1940 году репатриировался в Подмандатную Палестину, был главным редактором издания «ха-Овед ха-циони» (1940—1942), заместителем редактора издания «ха-Зман» и редактором издания «Карнену», был основателем организаций объединяющих выходцев из Румынии. Боролся за право на выезд румынских узников Сиона.
Был исполняющим обязанности члена Временного государственного совета, затем был депутатом кнессета 1-го, 2-го, 3-го, 4-го и 5-го созывов. В кнессет 2-го созыва избран не был, но получил мандат после отставки депутата Моше Коля. В 1963 году покинул кнессет, его мандат перешел к Аарону Гольдштейну. В разное время работал в комиссии по экономике, комиссии по труду, комиссии по иностранным делам и безопасности и комиссии кнессета. Был сторонником слияния «Партии общих сионистов» и «Прогрессивной партии» в одну политическую силу — Либеральную партию Израиля.
Публиковался в изданиях «Гаарец», «Давар», «Тмурот», «Зманим». Переводил с английского, французского и немецкого языков.
Женился в 1934 году, имел троих детей.
Умер 16 мая 1998 года.